# Hannelore Bové
Hannelore Bové (Neerpelt) is een Vlaamse FWO-medewerker aan de faculteit Wetenschappen van UHasselt.

## Biografie
Hannelore Bové is master in de biomedische wetenschappen met specialisatie in bio-elektronica en nanotechnologie. In 2017 werd ze doctor in de biomedische wetenschappen aan de UHasselt en biotechnische wetenschappen aan de KU Leuven.

## Erkentelijkheden
Hannelore Bové werd op 12 februari 2019 door het Amerikaanse magazine Forbes vermeld op de lijst “30 under 30” als een van de meest beloftevolle Europese onderzoekers in de gezondheidswetenschappen.
In 2018 haalde ze de lijst van vijfentwintig genomineerden bij de verkiezing van het Wetenschapstalent 2018 door het tijdschrift New Scientist. Ze werd daarmee beloond, als jonge beloftevolle wetenschapper, om haar onderzoek dat leidde naar opsporing van roetdeeltjes in menselijk bloed en urine.

## Privé
Hannelore Bové is gehuwd met Martijn Peters en heeft één zoon.